# Каліново-Парцеле
Каліново-Парцеле (пол. Kalinowo-Parcele) — село в Польщі, у гміні Острув-Мазовецька Островського повіту Мазовецького воєводства. Населення — 92 особи (2011).
У 1975—1998 роках село належало до Остроленцького воєводства.

## Демографія
Демографічна структура станом на 31 березня 2011 року:
|          | Загалом | Допрацездатний вік | Працездатний вік | Постпрацездатний вік |
| -------- | ------- | ------------------ | ---------------- | -------------------- |
| Чоловіки | 48      | 10                 | 27               | 11                   |
| Жінки    | 44      | 7                  | 22               | 15                   |
| Разом    | 92      | 17                 | 49               | 26                   |